# Julen Lobete
Julen Lobete Cienfuegos (* 18. September 2000 in Lezo) ist ein spanischer Fußballspieler, der aktuell bei Real Sociedad San Sebastián in der Primera División unter Vertrag ist.

## Karriere
Lobete begann seine fußballerische Ausbildung bei den beiden Amateurvereinen Allerru und Antiguoko, wo er zusammengenommen bis 2018 spielte. Anschließend wechselte er zu Real Sociedad San Sebastián, wo er im Sommer 2019 einen Vertrag bei der zweiten Mannschaft bekam. In der Saison 2019/20 kam er zu 25 Drittligaeinsätzen, wobei er sieben Tore schoss und stand zudem in diversen LaLiga-Spielen im Kader. In der darauf folgenden Spielzeit 2020/21 stand er erneut einmal im Profikader und spielte zudem 27 Mal in der zweiten Mannschaft, wobei er erneut siebenmal traf. Nach dieser Saison stieg er über die Playoffs mit der zweiten Mannschaft in die Segunda División auf und kam dort zu einigen Einsätzen. Am 15. August 2021 (1. Spieltag) wurde er in der Profimannschaft gegen den FC Barcelona eingewechselt und schoss bei der 2:4-Niederlage sein erstes Tor im Profibereich.
Mitte 2022 wurde er an den RKC Waalwijk in den Niederlanden ausgeliehen.

## Erfolge
Real Sociedad San Sebastián
- Copa del Rey: 2021

Real Sociedad San Sebastián B
- Aufstieg in die Segunda División: 2021